# Boot Boys
The Boot Boys era uma organização neonazista norueguesa de extrema-direita de Bøler, uma área suburbana de Oslo, com conexões com indivíduos em Bergen e Kristiansand. Composto por cerca de 50 membros, era considerado um dos grupos neonazistas mais violentos da Noruega. Eles foram fundados em meados da década de 1990 e desempenharam um papel ativo por muitos anos. O grupo era conhecido por ter visões racistas e xenófobas.  Quando a comunidade neonazista em Bøler foi melhor mobilizada no outono de 2000, ela consistia de 10 a 12 jovens que controlavam uma área restrita. Marchas nas ruas estavam sendo realizadas, enquanto pintavam suásticas nas escolas, bebiam álcool e se acomodavam ao redor do lago Nøklevann. Daniel de Linde foi um dos principais membros do grupo. Outros membros incluíam Joe Erling Jahr e Ole Nicolai Kvisler, que mais tarde foi condenado pelo assassinato de Benjamin Hermansen em 26 de janeiro de 2001.  